# Bobbie Singer
Bobbie Singer (bürgerlich geborene Christina bzw. Tina Schosser, verheiratete Tina Hampl, * 22. Februar 1981 in Linz, Oberösterreich) ist eine österreichische Sängerin, Musikproduzentin, Sprecherin und Songwriterin.

## Werdegang
Aufgewachsen ist Tina Schosser im oberösterreichischen Buchkirchen. Sie lernte mit Unterstützung ihrer musikalischen Familie Gitarre und Klavier. Mit 15 Jahren schrieb sie ihr erstes eigenes Lied und lernte während eines privaten Auftritts einen Manager kennen, der ihr mit 16 Jahren im Jahr 1996 ihren ersten Plattenvertrag vermittelte. Sie nahm die Single Egoistic auf, die sich jedoch nicht sehr hoch in den Charts platzieren konnte. Im Jahr 1999 wurde sie vom ORF in einem mehrstufigen, nicht öffentlichen Juryverfahren ausgewählt, ihr Heimatland beim Eurovision Song Contest in Jerusalem zu vertreten. Mit dem von Dave Moskin geschriebenen Lied Reflection erreichte sie den zehnten Platz mit 65 Punkten und sicherte Österreich die Teilnahme für das Folgejahr. Kommerziell gesehen war der Beitrag ein mäßiger Erfolg. Ende 1999 sang sie Before I Die, das Titellied des Horror-Thrillers Seven Days to Live. Die Arbeiten für das zweite Album scheiterten an musikalischen Differenzen mit der Plattenfirma, wollte Schosser doch eigene, und keine poppigen Songs aufnehmen. Der Vertrag wurde daraufhin im beiderseitigen Einverständnis aufgelöst. Danach orientierte sie sich zunehmend in Richtung Produktion und gründete ein eigenes Aufnahmestudio.
Gegen 2005 hat sich Tina Schosser ganz vom Bühnenleben zurückgezogen und ist inzwischen als professionelle Sprecherin, Studiosängerin, Werbe- und Musikproduzentin sowie als Songwriterin/Komponistin tätig. Von 2015 bis 2018 war sie beispielsweise die Werbestimme von Bipa (österreichische Drogeriekette), für den österreichischen Radiosender Ö3 war sie von 2011 bis 2021 die weibliche Stationvoice, seither ist sie Stationvoice für Radio Wien. Außerdem ist sie seit Anfang 2024 auch die Sationvoice des neuen Streamingdienstes ORF Kids, für den Fernsehsender ORF 1 ist sie bereits seit 2018 als Promotionstimme bzw. Stationvoice tätig.
Anfang 2015 kam ihre Tochter zur Welt, im Oktober 2016 ihr Sohn.

## Diskografie
Singles
- 1998: Egoistic
- 1999: Reflection
- 1999: Waterfalls
- 1999: Before I Die
- 2000: Home